# باكو فرنانديز
باكو فرنانديز (بالإسبانية: Francisco José Fernández Mas)‏ هو لاعب كرة قدم إسباني، ولد في 15 مارس 1979 في بلنسية في إسبانيا. لعب مع النادي الرياضي بدانية ونادي ليفانتي ونادي نوفيلدا.

## وصلات خارجية
- باكو فرنانديز على موقع Soccerway.com (الإنجليزية)